# Shawnee (grup humà)
Els shawnee són una tribu ameríndia que parla una de les llengües algonquines, també anomenada sawanogi, el nom de la qual prové de shawun ('meridional') o bé de sewan ('àcid'). Es dividien en 13 clans patriarcals i cinc subdivisions: chalaakaatha o chillicothe, thawikila, mikochi o mequachake, pekowi o piqua i kishpoko o kiscopocoke. Actualment es divideixen en tres subtribus: Absentee, Loyal i Eastern.

## Localització

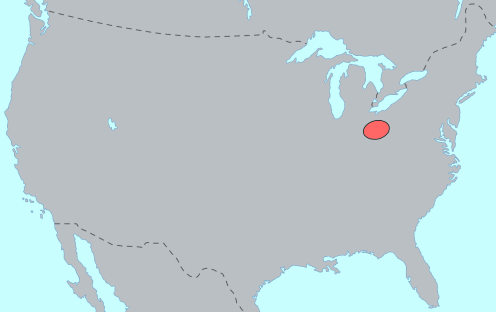
Terres originàries dels shawnee

Vivien a la conca del Cumberland, a Tennessee i part de Pennsilvània, Carolina del Sud i Ohio. Després de diverses vicissituds, es divideixen en tres bandes:
- Absentee, també anomenats Lisinwiwi, descendents dels que marxaren el 1803 a Oklahoma i Texas amb els espanyols. Van prendre aquest nom el 1872. Viuen a Oklahoma i són els únics que tenen estatut federal reconegut de tribu.
- Loyal, descendents dels Black Bob Band que s'uniren als cherokee el 1869. També viuen a Oklahoma.
- Eastern, descendents dels qui vivien a Lewingstone (Ohio) i el 1831 es traslladaren amb els seneca a Oklahoma.

D'altres s'uniren als sioux i als tuscarora de Nova York.

## Demografia
Cap al 1735 potser eren entre 3.000 i 4.000 individus. El 1960 n'hi havia oficialment 2.250, dels quals uns 730 a Oklahoma. Cap al 1990 eren uns 12.350 shawnee, dels quals 2.800 eren absentee i 1.500 eastern. La seva llengua, però, era només parlada per 200 individus el 1980. Segons dades de la BIA del 1995, a la reserva dels Absentee Shawnee (Agència Shawnee) d'Oklahoma hi vivien 1.025 individus (2.952 en el rol tribal) i a la reserva Eastern Shawnee (Agència Miami) uns 463 individus (1.766 al rol tribal). Segons el cens dels EUA del 2000, hi havia un total de 1.987 absentee, 1.407 eastern i 7.608 shawnee, en total 11.001 individus, sense comptar uns 1.182 shaawnee-cherokee.

## Costums
Durant l'estiu vivien en cabanes de troncs cobertes d'escorça, agrupades en grans viles, vora els camps de conreu de moresc i dels camins intercomunitaris ben curats, on el sistema de clans tribals era força important. Eren relacionats lingüísticament i cultural amb els sauk, fox i kickapoo.
Socialment es dividien en cinc divisions majors, amb clans patrilinials de llinatges similars als dels omaha, i xefatura hereditària per experiència i mèrits guerrers. De les cinc divisions derivaven els noms de les viles, i cadascuna tenia diverses ocupacions segons el rangle:
- Chalaakaathe i Thawakila, les dues dominants, de la política.
- Mikochi, de la salut i el menjar.
- Pekowi, dels afers religiosos.
- Kishpoko, dels afers militars.

També es dividien en 13 clans: M'-wa-wä (llop), M'-se'-pa-se (pantera), M'-ath-wa (mussol),Pa-la-wä‘ (gall dindi) Pe-sa-wä‘ (cavall), Na-ma-thä (tortuga), 'pä-täke-e-no-the (conill), Psake-the (dant), Ma-na-to (serp), M'-kwä (ós), Sha-pä-ta (mapatxe), We-wä'-see (voltor) i Ma-gwä (cabussó gris). Les dones conreaven el moresc mentre els homes caçaven búfals i altres animals. A l'hivern es dividien en petites bandes de cacera.
Religiosament, creien que foren creats per Kokumthena ('la nostra àvia'), de la qual descendiren tots els shawnee, i la seva religió, similar a la dels altres algonquins, es basava en el manito o poders sobrenaturals de caràcter animista. Cada vila tenia una msikamelwi (casa de consell), emprada per a realitzar els cerimonials de purificació dels guerrers, i d'altres cerimònies com l'aparició de la primavera, el naixement del blat, la sembra i les danses de la tardor.

## Història
Segons la tradició lenape del Walam Olum, vivien a la vall de l'Ohio, d'on foren expulsats per la Confederació Iroquesa. D'ací els prové el nom de «meridional». Durant més de 200 fou un poble ambulant d'agricultors estacionals aprofitant el creixement i la collita del moresc.
El grup principal es va dividir el 1669 a la costa de Georgia en dues bandes, la del riu Savannah (Carolina del Sud, el nom del qual prové del seu nom, Shawano), i la del riu Cumberland (Tennessee). El 1670 contactaren amb els primers europeus, els francesos Jolliet i Marquette. Entre el 1674 i el 1763 contactaren comercialment amb espanyols i francesos, i el 1707 anaren marxant al Susquehanna (Pensilvània) amb els lenape; un altre grup, anomenat sawanogi, s'establí entre els creek, empentats des del 1707 pels cherokee i catawbes. Els de Cumberland marxaren al Nord el 1714 després de lluitar a Tennessee amb cherokee i chickasaw, i ajudaren els lenape contra els francesos. Els mateixos, el 1725 s'establiren a la vall de l'Ohio, però el 1735 es van veure obligats a fer la pau amb els iroquesos. D'aquí el 1754-1760 se’ls uniren els de Susquehanna en l'èxode dels lenape des de Pensilvània.
Durant la Guerra Franco-índia (1756-63) ajudaren als francesos, però s'oposaren totalment a la colonització blanca a l'Oest dels Apalatxes. El seu cabdill Cornstalk (1720-1777) lluità contra els virginians el 1759-1763, però fou amic dels blancs fins al 1774, quan es revoltà i els vencé el 10 d'octubre del 1774 a Point Pleasant; signà la pau amb Lord Dunmore, però fou assassinat pels colons el 1777, raó per la qual els shawnee ajudaren als britànics durant la Revolució. El 1782 alguns d'aquests foren massacrats amb els lenape cristians a Gnadenhutter (Ohio), la qual cosa provocaria que ajudessin als britànics durant la Guerra d'Emancipació, i que de resultes d'això, el 1793 marxessin d'Ohio cap a l'Oest (Missouri).
El 1774 el cabdill Blue Jacket s'aliaria amb el cap dels mingo Talgyatta o Logan (barreja de cayuga i shawnee), i amb els caps Pucksinwah i Checsauka participaren primer a la Guerra de Dunmore i després en la d'Emancipació dels EUA.
El 13 d'agost del 1793 el Consell Federat Indi (del qual en formaven part), comandat pel cap shawnee Blue Jacket o Weyapiersenwah (qui el 1778 va fer presoner el famós explorador Daniel Boone), decidí no cedir ni vendre per diners les terres de Kentucky i Ohio, però els seus 1.400 guerrers foren vençuts pels 3.600 soldats de "Mad" Anthony Wayne a la batalla de Fallen Timbers (1794). Per aquest motiu, el 3 d'agost de 1795 hagueren d'acceptar el vergonyant Tractat de Greenville, pel qual hagueren de traslladar-se cap a Indiana però tenen llibertat per caçar a les terres cedides als EUA.
Allí, el 1795 fou succeït en el comandament per Tecumseh (cabdill shawnee) (1768-1813), jove guerrer amb idees pan-índies influïdes per Pontiac. El seu germà borni Laulewasika (1775-1836) des del 1805 tingué visions de caràcter reformista religiós, similars a les del seneca Handsome Lake, i canvià el seu nom pel de Tenkswatawa (Porta oberta) i fou conegut com a "Shawnee Prophet"; aleshores intentà donar consciència índia a totes les tribus. Quan els EUA compraren Louisiana als espanyols el 1803, tota la regió shawnee caigué a les seves mans. Un grup de shawnee marxaria el 1803 cap a Oklahoma i Texas amb els espanyols, i foren l'origen els absentee, però el grup principal, comandat per Tecumseh, el sauk i fox Black Hawk i cabdills d'altres tribus algonquines, preparà una rebel·lió a gran escala.
Tecumseh volia crear un gran estat pan-indi entre la vall de l'Ohio i els grans llacs, sota protectorat britànic. Ja el 1795 havia viatjat per Minnesota, Tennessee i Wisconsin per tal de convèncer les diferents tribus (odawa, anishinaabemowin, creek, cherokee, choctaw, Confederació Iroquesa, potawatomi, catawbes, etc.) dels avantatges d'un comandament únic per tal de vèncer definitivament als blancs. Però el 1809 el general William Henry Harrison comprà terra índia il·legalment i inicià el conflicte. Tecumseh viatjà a totes les tribus per convèncer-les que s'unissin a la revolta, i en la Convenció de Tallapoosa del 1811 aconseguí concentrar 5.000 indis on els convencé que "la terra pertany a tots, per a l'ús de cadascun" i "que mori la raça blanca. Ells ens prenen les terres; corrompen les nostres dones, trepitgen les cendres dels nostres morts! Cal tornar-los per un rastre de sang al lloc d'on van venir"; alhora Harrison i els seus soldats acamparen provocativament al costat dels indis, concentrats a Tippecanoe la tardor del 1811. Desobeint les consignes del seu germà, Tenkswatawa atacà el campament de Harrison i fou estrepitosament derrotat.
Això empenyeria Tecumseh a retirar-se al Canadà i a donar suport als anglesos en la Guerra del 1812. Tanmateix, però, se’n desenganyaria aviat i moriria lluitant en la batalla de Thames (1813). El 28 de juliol del 1814 els shawnee signarien un nou tractat pel qual es comprometien a ajudar els EUA contra la Gran Bretanya, i a canvi eren reconeguts com a nació sobirana. Pel nou tractat del 29 de setembre del 1819, llurs terres no foren subjectes a impostos. Tenskwatawa, des d'aleshores, va restar força desprestigiat, de manera que el 1828 va acompanyar la seva tribu a Kansas i el 1832 fou pintat per George Catlin.
El 1825 el grup de Cape Girardeau (Missouri) o Black Hoof Band, instal·lat des del 1793 a terres cedides per Espanya quan posseïa Louisiana, cedí llurs terres als EUA i marxà cap a Kansas, on els seguiria la resta de la tribu després de l’Indian Removal Act del 1831. La nova reserva era pròspera, però el 1854 foren obligats a vendre-la i a marxar cap a una petita reserva a Oklahoma, que van haver de vendre després de la guerra de secessió (1861-1865) a causa de l'assentament blanc.
El grup Absentee estava assentat a la boca del riu Little, en ambdós marges del riu Canadian (Oklahoma); el 1854 se li uniren alguns shawnee de Kansas, metodistes i simpatitzants dels Estats Confederats d'Amèrica. Això els dividiria durant la Guerra civil americana, i uns ajudaren a un bàndol i altre a l'altre. Per l'Omnibus Treaty signat amb els EUA el 1867 se’ls permeté assentar als marges del Canadian, vora la reserva Potawatomi (Potawatoni County, Oklahoma); per altra banda, el 1869 uns 700 de la Black Bob marxarien amb els cherokee a Oklahoma, als quals comprarien el dret de ciutadania. Aquests són l'origen dels LOYAL, també coneguts com a Cherokee Shawnee.
Els d'Ohio o Eastern foren reduïts el 1813 a les reserves de Wapakometa, Hog Creek i Lewingston. Els habitants de les dues primeres marxaren a Kansas (reserva Shawnee) el 1831, i els tercers s'uniren als seneca d'Oklahoma (Ottawa county) el 1832. El 1841 els baptistes fundaren el primer diari en llengua shawnee, Siwinowe Kesibwee (El sol Shawnee). El 1900 un grup d'absentee, dirigits per Wapameepo ('Dona llum quan parla'), o Big Jim, net de Tecumseh, intenten fugir a Mèxic, però la majoria moriren de verola pel camí. Endemés, quan el 1907 fou creat l'Estat d'Oklahoma, la reserva i el govern tribal foren abolits i obtingueren la ciutadania nord-americana. Només dels anys 70 un dels grups, els Absentee, han rebut l'estatut federal legal de tribu, i el 1974 escolliren com a cap Danny Little Axe. Des del 1993 s'aproven programes per ensenyar la llengua shawnee als absentee.

## Llista de shawnee
- Cornstalk
- Blue Jacket
- Tecumseh
- Tenkswatawa
- Black Hoof
- Barney Bush
- Dark Rain Thom
- Joan Leslie Woodruff